# Liste deutscher Kreuzer
Diese Liste umfasst alle deutschen Kreuzer. Dazu zählen die Panzerkreuzer, jedoch nicht die  Schlachtkreuzer der Kaiserlichen Marine. Beide Typen wurden als Große Kreuzer bezeichnet. Ebenfalls nicht aufgeführt sind die ab 1940 als Schwere Kreuzer bezeichneten Einheiten der Deutschland-Klasse.
| Klasse                 | Schiffe                  | Schiffe | Schiffe | Schiffe                                                                    | Typ                                                                                 | Bild |
| Klasse                 | Anzahl in Dienst/geplant | Name | Betriebszeit*                                                                                                  | in Dienst bei                                                              | Typ                                                                                 | Bild |
| ---------------------- | ------------------------ | --- | --- | -------------------------------------------------------------------------- | ----------------------------------------------------------------------------------- | ---- |
| Greif                  | 1/1                      | Greif | 1887–1912 | Kaiserl. Marine                                                            | Aviso ab 1899: Kleiner (ungeschützter) Kreuzer                                      |      |
| Irene-Klasse           | 2/2                      | Irene Prinzeß Wilhelm | 1888–1914 1889–1914                                                                                            | Kaiserl. Marine                                                            | Kreuzerkorvette ab 1893: Kreuzer II. Klasse ab 1899: Kleiner (geschützter) Kreuzer  |      |
| Schwalbe-Klasse        | 2/2                      | Schwalbe Sperber | 1888–1919 1889–1912                                                                                            | Kaiserl. Marine                                                            | Kreuzer ab 1893: Kreuzer IV. Klasse ab 1899: Kleiner (ungeschützter) Kreuzer        |      |
| Wacht-Klasse           | 2/2                      | Wacht Jagd | 1888–1901† 1889–1910                                                                                           | Kaiserl. Marine                                                            | Aviso ab 1899: Kleiner (geschützter) Kreuzer                                        |      |
| Bussard-Klasse         | 6/6                      | Bussard Falke Seeadler Condor Cormoran Geier                                                                                     | 1890–1912 1891–1912 1892–1917† 1892–1920 1893–1914†² 1895–1917§                                                | Kaiserl. Marine US Navy                                                    | Kreuzer ab 1893: Kreuzer IV. Klasse ab 1899: Kleiner (ungeschützter) Kreuzer        |      |
| Meteor-Klasse          | 2/2                      | Meteor Comet | 1891–1911 1893–1911                                                                                            | Kaiserl. Marine                                                            | Aviso ab 1899: Kleiner (geschützter) Kreuzer                                        |      |
| Kaiserin Augusta       | 1/1                      | Kaiserin Augusta | 1892–1919 | Kaiserl. Marine                                                            | Kreuzerkorvette ab 1893: Kreuzer II. Klasse ab 1899: Großer (geschützter) Kreuzer   |      |
| Gefion                 | 1/1                      | Gefion | 1894–1919 | Kaiserl. Marine                                                            | Kreuzerkorvette ab 1893: Kreuzer III. Klasse ab 1899: Kleiner (geschützter) Kreuzer |      |
| Hela                   | 1/1                      | Hela | 1896–1914† | Kaiserl. Marine                                                            | Aviso ab 1899: Kleiner (geschützter) Kreuzer                                        |      |
| Victoria-Louise-Klasse | 5/5                      | Victoria Louise Hertha Freya Vineta Hansa                                                                                        | 1899–1919 1898–1919 1900–1920 1899–1919 1899–1919                                                              | Kaiserl. Marine                                                            | Großer (geschützter) Kreuzer                                                        |      |
| Fürst Bismarck         | 1/1                      | Fürst Bismarck | 1900–1919 | Kaiserl. Marine                                                            | Großer Kreuzer (Panzerkreuzer)                                                      |      |
| Gazelle-Klasse         | 10/10                    | Gazelle Niobe Nymphe Thetis Ariadne Medusa Amazone Frauenlob Arcona Undine                                                       | 1900–1920 1900–1925§ /1943† 1900–1932 1901–1930 1901–1914† 1901–1917 1901–1945 1903–1916† 1903–1930 1904–1915† | Kaiserl. Marine Reichsmarine Kgl. Jugosl. Marine Regia Marina Kriegsmarine | Kleiner Kreuzer                                                                     |      |
| Prinz Heinrich         | 1/1                      | Prinz Heinrich | 1902–1920 | Kaiserl. Marine                                                            | Großer Kreuzer (Panzerkreuzer)                                                      |      |
| Prinz-Adalbert-Klasse  | 2/2                      | Prinz Adalbert Friedrich Carl | 1904–1915† 1903–1915†                                                                                          | Kaiserl. Marine                                                            | Großer Kreuzer (Panzerkreuzer)                                                      |      |
| Bremen-Klasse          | 7/7                      | Bremen Hamburg Berlin Lübeck München Leipzig Danzig                                                                              | 1904–1915† 1904–1944† 1905–1947† 1905–1919 1905–1919 1906–1914† 1907–1918                                      | Kaiserl. Marine Reichsmarine Kriegsmarine                                  | Kleiner Kreuzer                                                                     |      |
| Roon-Klasse            | 2/2                      | Roon Yorck | 1906–1921 1905–1914†                                                                                           | Kaiserl. Marine                                                            | Großer Kreuzer (Panzerkreuzer)                                                      |      |
| Königsberg-Klasse      | 4/4                      | Königsberg Nürnberg Stuttgart Stettin                                                                                            | 1907–1915† 1908–1914† 1908–1920 1907–1920                                                                      | Kaiserl. Marine                                                            | Kleiner Kreuzer                                                                     |      |
| Scharnhorst-Klasse     | 2/2                      | Scharnhorst Gneisenau | 1907–1914† 1908–1914†                                                                                          | Kaiserl. Marine                                                            | Großer Kreuzer (Panzerkreuzer)                                                      |      |
| Nautilus-Klasse        | 2/2                      | Nautilus Albatross | 1907–1919 1908–1921                                                                                            | Kaiserl. Marine                                                            | Minenkreuzer                                                                        |      |
| Dresden-Klasse         | 2/2                      | Dresden Emden | 1908–1915†² 1909–1914†                                                                                         | Kaiserl. Marine                                                            | Kleiner Kreuzer                                                                     |      |
| Blücher                | 1/1                      | Blücher | 1909–1915† | Kaiserl. Marine                                                            | Großer Kreuzer (Panzerkreuzer)                                                      |      |
| Kolberg-Klasse         | 4/4                      | Kolberg Mainz Cöln Augsburg | 1910–1920§ 1909–1914† 1911–1914† 1910–1920                                                                     | Kaiserl. Marine Franz. Marine                                              | Kleiner Kreuzer                                                                     |      |
| Magdeburg-Klasse       | 4/4                      | Magdeburg Breslau Straßburg Stralsund                                                                                            | 1912–1914† 1912–1914§ 1912–1920§ 1912–1920§                                                                    | Kaiserl. Marine Osman. Marine Regia Marina Franz. Marine                   | Kleiner Kreuzer                                                                     |      |
| Karlsruhe-Klasse       | 2/2                      | Karlsruhe Rostock | 1914† 1914–1916†                                                                                               | Kaiserl. Marine                                                            | Kleiner Kreuzer                                                                     |      |
| Graudenz-Klasse        | 2/2                      | Graudenz Regensburg | 1914–1920§ 1915–1920§                                                                                          | Kaiserl. Marine Regia Marina Franz. Marine                                 | Kleiner Kreuzer                                                                     |      |
| Pillau-Klasse          | 2/2                      | Pillau Elbing | 1914–1920§ 1915–1916†                                                                                          | Kaiserl. Marine Regia Marina                                               | Kleiner Kreuzer                                                                     |      |
| Wiesbaden-Klasse       | 2/2                      | Wiesbaden Frankfurt | 1915–1916† 1915–1919                                                                                           | Kaiserl. Marine                                                            | Kleiner Kreuzer                                                                     |      |
| Brummer-Klasse         | 2/2                      | Brummer Bremse | 1916–1919†³ 1916–1919†³                                                                                        | Kaiserl. Marine                                                            | Minenkreuzer                                                                        |      |
| Königsberg-Klasse      | 4/4                      | Königsberg Karlsruhe Emden Nürnberg                                                                                              | 1916–1919§ 1916–1919†³ 1916–1919 1917–1919                                                                     | Kaiserl. Marine Franz. Marine                                              | Kleiner Kreuzer                                                                     |      |
| Cöln-Klasse            | 2/10                     | SMS Cöln SMS Wiesbaden SMS Dresden SMS Magdeburg SMS Leipzig SMS Rostock SMS Frauenlob Ersatz Cöln Ersatz Emden Ersatz Karlsruhe | 1918–1919†³ nicht fertiggestellt 1918–1919†³ nicht fertiggestellt –                                            | Kaiserl. Marine                                                            | Kleiner Kreuzer                                                                     |      |
| Emden                  | 1/1                      | Emden | 1925–1945† | Reichsmarine Kriegsmarine                                                  | Leichter Kreuzer                                                                    |      |
| Königsberg-Klasse      | 3/3                      | Königsberg Karlsruhe Köln | 1929–1940† 1929–1940† 1930–1945†                                                                               | Reichsmarine Kriegsmarine                                                  | Leichter Kreuzer                                                                    |      |
| Leipzig-Klasse         | 2/2                      | Leipzig Nürnberg | 1931–1945 (1946†²) 1935–1945§                                                                                  | Reichsmarine Kriegsmarine                                                  | Leichter Kreuzer                                                                    |      |
| Admiral-Hipper-Klasse  | 3/5                      | Admiral Hipper Blücher Prinz Eugen Seydlitz Lützow                                                                               | 1939–1945†² 1939–1940† 1940–1945 (1946†) nicht fertiggestellt                                                  | Kriegsmarine                                                               | Schwerer Kreuzer                                                                    |      |
| M-Klasse (1939)        | 0/6                      | Leichter Kreuzer M Leichter Kreuzer N Leichter Kreuzer O Leichter Kreuzer P Leichter Kreuzer Q Leichter Kreuzer R                | nicht fertiggestellt –                                                                                         |                                                                            | Leichter Kreuzer                                                                    |      |
| Spähkreuzer 40 (1941)  | 0/6                      | SP 1 SP 2 SP 3 SP 4 SP 5 SP 6 | nicht fertiggestellt –                                                                                         |                                                                            | Aufklärungskreuzer                                                                  |      |

* Betriebszeit entspricht dem Zeitraum zwischen der Fertigstellung und der Streichung aus dem Flottenregister bzw. der Außerdienststellung.
Legende
† – gesunken
†² – selbst versenkt bzw. gesprengt
†³ – in Scapa Flow selbst versenkt
§ – nach Verkauf, Beschlagnahme oder Übergabe von fremder Marine weiterverwendet